# .cymru
.cymru est un des deux domaines de premier niveau (en anglais, TLD) en rapport avec le pays de Galles, l'autre étant .wales.
Le domaine a été proposé par Nominet, le registre de noms de domaine du domaine de premier niveau britannique .uk. La proposition a d'abord été en conflit avec le nom .cym (en) proposé par l'organisme sans but lucratif dotCYM qui milite pour la langue et la culture galloise,.
En juin 2014, le feu vert définitif pour le domaine a été accordé par l'ICANN et le lancement progressif des nouveaux domaines a commencé,. Dans un premier temps, les nouveaux domaines étaient disponibles aux détenteurs de marques commerciales. Les domaines restants sont devenus pleinement disponibles au printemps de 2015.

#### Articles de Wikipedia sur d'autresdomaines de premier niveausur la base de la langue et de la culture
- .scot
- .bzh
- .cat
- .eus
- .gal (en)
- .quebec